# Cow and Chicken
Cow and Chicken is een Amerikaanse tekenfilmserie die eind jaren 90 werd uitgezonden. De serie is gemaakt door David Feiss, eerst onder de vlag van Hanna-Barbera Productions, later onder Cartoon Network Studios (de opvolger van Hanna-Barbera). Het werd in Nederland uitgezonden op Cartoon Network en ook een tijdje op Yorin (Yorkiddin'). In Vlaanderen werd de reeks herhaald op VTM bij TamTam.
Cow and Chicken gaat - zoals de naam al zegt - over een 7-jarige koe en haar 11-jarige broertje, een kip. Samen beleven zij absurde avonturen. Terugkerende thema's zijn blote konten, gespeel met geslachten (travestie, (verkapte verwijzingen naar) homoseksualiteit en transseksualiteit) en woordgrapjes voor volwassenen. Hierom is de serie in de VS als kinderprogramma enigszins controversieel. De aflevering Buffalo Gals die over een bende (lesbische?) motormeiden gaat wordt er zelfs niet uitgezonden.
Cow verandert af en toe in een superheld, genaamd Supercow. Ze verschijnt dan in een paars pak met groene cape met vier gaten voor haar spenen, om Chicken uit benarde situaties te redden. Als Supercow spreekt ze alleen Spaans.
Cow en Chicken wonen in een buitenwijk bij hun naamloze menselijke ouders, waarvan de kijker alleen het onderlijf te zien krijgt. In een aantal afleveringen wordt duidelijk dat ze ook daadwerkelijk geen bovenlichaam hebben (een van deze afleveringen gaat echter over een boze tekenaar die de wereld van Cow en Chicken uitgumt, inclusief misschien de bovenlijven van de ouders, dus het is de vraag of dit hun normale toestand is). Ze ontmoetten elkaar op de militaire academie, toen Pa nog een meisje was en waar Ma een man werd. Andere belangrijke karakters uit de serie zijn Chickens vriendjes Flem en Earl, de lerares, de botloze neef Slappe Kip, Cow en Chickens grootouders en natuurlijk de broekloze duivelfiguur The Red Guy die in allerlei gedaantes opduikt. Andere familieleden zijn nicht Sow (zeug) en Professor Longhorn Steer (een stier).
Het lievelingseten van Cow and Chicken is; varkenskont met piepers.
Personages uit Cow and Chicken verschenen af en toe ook in de serie I Am Weasel en vice versa.

## Stemmen
- Charlie Adler: Cow, Chicken, The Red Guy
- Howard Morris: Flem
- Dan Castellaneta: Earl
- Candi Milo: Ma
- Dee Bradley Baker: Pa

## Nederlandse Stemmen
- Rolf Koster: Cow
- Dieter Jansen: Chicken
- Hetty Heyting: Ma
- Victor van Swaay: The Red Guy
- Ruud Drupsteen: Diverse rollen

## Afleveringen
De eerste aflevering van Cow and Chicken was No Smoking die werd uitgezonden in de serie World Premiere Toon. Hij beviel de kijkers zo goed dat men besloot er een serie van te maken. Er zijn drie seizoenen met in totaal 51 afleveringen.

## Trivia
- De menselijke ouders van Cow and Chicken hebben geen bovenlijf welke een parodie is op Tom & Jerry waarbij van de bewoners van het huis waar zij leefden alleen de onderste helft te zien was.